# Golf Story
Golf Story — видеоигра, разработанная австралийской студией Sidebar Games для Nintendo Switch. Игра сочетает в себе элементы ролевой игры, спортивного симулятора, квеста. Игра вышла в Северной Америке, Европе и Австралии 28 сентября 2017 года. 

## Игровой процесс и синопсис
Golf Story — ролевая, спортивная, приключенческая игра. Согласно её сюжету, неудачливый гольфист 20 лет не играл в гольф, а теперь пытается вспомнить то время, когда он это делал. Как описывается в игре, любовь к гольфу привил ему отец. Игра позиционируется как традиционная RPG, но вместо участия в боях в ней нужно играть в гольф. Игрок может свободно исследовать восемь областей (некоторые изначально закрыты). На территории каждой из них доступны сайд-квесты и мини-игры, проходя которые, можно заработать  опыт и деньги. Они позволяют улучшить навыки игрока и купить новую экипировку. Помимо мини-игр и сайд-квестов, игроку предоставляется возможность посетить поле для гольфа и поучаствовать в игре, цель которой — сделать так, чтобы мяч оказался в каждой из 9 лунок. Однако изначально этот игровой режим недоступен: нужно выполнить определённые задания. Направление удара зависит от 3 щелчков: первый щелчок необходим, чтобы прицелиться, второй — чтобы определить силу удара, третий — чтобы определить точность удара. 
Даже в тот момент, когда игрок не выполняет какое-либо задание, он может в любое время ударить по мячу и сыграть в гольф. Чтобы игроки чаще вспоминали об этой возможности, в игру добавили секретные или сложные цели, которые можно обнаружить, исследуя местность. Они могут принести деньги или очки опыта, а иногда — даже открыть новые территории, которые можно будет исследовать. Как и в других RPG, игрок получает награду за исследование территории, поиск контейнеров и при общении с неигровыми персонажами. Так, некоторые неигровые персонажи подсказывают, где находится тайник, который можно выкопать специальным клинком. 
Помимо обычного гольфа, в игре есть и другие варианты игры: диск-гольф, мини-гольф, видеоигра о гольфе. Также доступна площадка для тренировки и возможность сыграть в боулинг. 

## Разработка и выпуск
Изначально Golf Story разрабатывалась как игра для Wii U. Над ней работали два человека, она должна была стать первой игрой Sidebar Games для домашних консолей. Из-за того, что над игрой работали долго и тематика игры расширялась, оказалось, что игра будет выпущена на Nintendo Switch, а не на Wii U, производство которой прекратили. Nintendo помогла Sidebar Games сделать игру доступной на Nintendo Switch.  На Golf Story повлияли другие видеоигры, в частности, версия игры Mario Golf для Game Boy Color. Часть планов разработчиков не была осуществлена: не хватило времени. Sidebar Games не планировала портировать игру на другие платформы. 
Golf Story вышла в Северной Америке, Европе и Австралии 28 сентября 2017 года, в Японии — 9 марта 2018 года, игру выпустила компания Flyhigh Works. Также вышла копия игры на физическом носителе, она стала доступна в Северной Америке с 28 сентября 2018 года. 

## Оценки
| Сводный рейтинг    | Сводный рейтинг |
| Агрегатор          | Оценка          |
| ------------------ | --------------- |
| GameRankings       | 79,55 %         |
| Metacritic         | 78/100          |
| Иноязычные издания |                 |
| Издание            | Оценка          |
| Destructoid        | 9/10            |
| Eurogamer          | [ 13 ]          |
| Game Informer      | 9/10            |
| GameSpot           | 8/10            |
| IGN                | 7,5/10          |
| Nintendo Life      | 9/10            |

Отзывы экспертов об игре — в целом хорошие. Эксперт Eurogamer Мартин Робинсон счёл, что это «одна из лучших игр, которую вы найдете на консоли Nintendo Switch в этом году». По мнению Гиты Джексон, писавшей для Kotaku, «Golf Story — RPG на Nintendo Switch, в которую вы должны сыграть». 
В большинстве обзоров указывалось, что игра достаточно хороша, но в некоторых из них утверждалось, что у RPG не доработана игровая механика, также некоторые рецензенты сочли игру неоригинальной. 
В статье Eurogamer «50 лучших игр 2017 года» (англ. Top 50 Games of 2017) Golf Story оказалась на 50-й позиции. Согласно статье EGMNow, игра оказалась на 24-м месте среди «25 лучших игр 2017 года». 

### Награды
Игру номинировали на звание «Лучшей игры для Switch» (англ. Best Switch Game) по версии Destructoid, это произошло в рамках Game of the Year Awards 2017. От Game Informer игра получила награду «Самый большой сюрприз»: эта награда была частью «2017 RPG of the Year Awards», победителей которой и выбрал Game Informer. 
| Год  | Церемония награждения                                 | Номинация                                                   | Результат | Примечания    |
| ---- | ----------------------------------------------------- | ----------------------------------------------------------- | --------- | ------------- |
| 2017 | The Game Awards 2017                                  | Лучший дебют — инди-игра (англ. Best Debut Indie Game)      | Номинация | [ 25 ]        |
| 2018 | National Academy of Video Game Trade Reviewers Awards | Игра, оригинальная спортивная (англ. Game, Original Sports) | Победа    | [ 26 ] [ 27 ] |
| 2018 | Game Developers Choice Awards                         | Лучший дебют (компания Sidebar Games) (англ. Best Debut)    | Номинация | [ 28 ] [ 29 ] |

### Комментарии
1. ↑  RPG (англ. role-playing game) — то же, что и ролевая игра.
2. ↑  Сайд-квесты — побочные задания, не влияющие на основной игровой процесс.